# Manihot pohlii
Manihot pohlii là một loài thực vật có hoa trong họ Đại kích. Loài này được Wawra mô tả khoa học đầu tiên năm 1864.